# Sportåret 1977

## Händelser

### Amerikansk fotboll
- Oakland Raiders besegrar Minnesota Vikings i Super Bowl XI. (Final för 1976).

#### NFL:s slutspel för 1977

##### NFC (National Football Conference)
- - Lagen seedades enligt följande
- 1 Dallas Cowboys
- 2 Los Angeles Rams
- 3 Minnesota Vikings
- 4 Chicago Bears (Wild Card)
  - Omgång I
- Dallas Cowboys besegrar  Chicago Bears med 37 - 7
- Minnesota Vikings besegrar Los Angeles Rams med 14 - 7
  - Omgång II - NFC-final
- Dallas Cowboys besegrar Minnesota Vikings med 23 - 6 i NFC-finalen

##### AFC (American Football Conference)
- - Lagen seedades enligt följande
- 1 Denver Broncos
- 2 Baltimore Colts
- 3 Pittsburgh Steelers
- 4 Oakland Raiders (Wild Card)
  - Omgång I
- Denver Broncos besegrar Pittsburgh Steelers med 34 - 21
- Oakland Raiders besegrar Baltimore Colts med 37 – 31 (efter förlängning)
  - Omgång II - AFC-final
- Denver Broncos besegrar Oakland Raiders med 20 - 17 i AFC-finalen

### Badminton
- 3-8 maj - De första officiella världsmästerskapen i badminton 1977 avgörs i Malmö.[1]

### Bandy
- 30 januari -  Sovjet vinner världsmästerskapet i Norge före Sverige och Finland.[2]
- 6 mars - IK Göta blir svenska dammästare genom att finalslå Katrineholms SK med 7-4 på Söderstadion i Stockholm.[3]
- 20 mars - Brobergs IF blir svenska herrmästare genom att finalslå Sandvikens AIK med 3-1 på Söderstadion i Stockholm.[4][5]

### Baseboll
- 18 oktober - American League-mästarna New York Yankees vinner World Series med 4-2 i matcher över National League-mästarna Los Angeles Dodgers.[6]

### Basket
- 4 april - Ett amerikanskt basketlag åker till Kuba, för det första amerikansk-kubanska idrottsutbytet sedan förbindelserna avbröts 1961.[1]
- 5 juni - Portland Trail Blazers vinner NBA-finalserien mot Philadelphia 76ers.[7]
- 22 september - Jugoslavien vinner herrarnas Europamästerskap i Västtyskland genom att finalslå Sovjet med 74 -61.[8]

### Bowling
- 19-23 juni - Europamästerskapen avgörs i Helsingfors.[1]

### Boxning
- 12 maj - Ken Norton, USA besegrar Duane Bobick, USA på TKO i New York.[1]
- 29 september - Muhammad Ali försvarar sin världsmästartitel i en match mot Earnie Shavers, USA i Madison Square Garden.[1]
- Muhammad Ali försvarar sin världsmästartitel i en match mot Alfredo Evangelista.

### Bordtennis
- 25-27 november - SOC avgörs i Borlänge.[1]

### Brottning
- 28 maj - Europamästerskapen i grekisk-romersk stil avslutas i Busra.[1]
- 17 oktober - Frank Andersson, Sverige blir världsmästare i Scandinavium i Göteborg genom att finalslå Petre Dicu, Rumänien.[1]
- 14 november - Frank Andersson tilldelas Svenska Dagbladets guldmedalj.[1]

### Curling
- 3 april - Sverige blir herrvärldsmästare genom att finalslå Kanada med 8-5 i Färjestads ishall i Karlstad.[1]

### Cykel
- 12 juni - Michel Pollentier, Belgien vinner Giro d'Italia.[1]
- 24 juli - Bernard Thévenet, Frankrike vinner Tour de France för andra gången.[1]
- 7 augusti - Mats Mikiver, Sverige blir nordisk mästare i danska Ganløse.[1]
- Francesco Moser, Italien vinner landsvägsloppet vid VM
- Freddy Maertens, Belgien vinner Vuelta a España

### Fotboll
- 11 maj - Hamburger SV vinner Europeiska cupvinnarcupen genom att besegra RSC Anderlecht med 2–0 i finalen på Olympiastadion i Amsterdam.[9]
- 18 maj - Juventus FC vinner Uefacupen genom att besegra Athletic Bilbao i finalerna.[9]
- 19 maj – Östers IF vinner Svenska cupen genom att finalslå Hammarby IF med 1-0 i Stockholm.[10]
- 21 maj - Manchester United FC vinner FA-cupfinalen mot Liverpool FC med 2-1 på Wembley Stadium.[11]
- 25 maj - Liverpool FC vinner Europacupen för mästarlag genom att besegra Borussia Monchengladbach med 3–1 i finalen på Stadio Olimpico di Roma i Rom.[9]
- 10 juli - Sverige blir nordiska dammästare på Åland före Danmark och Finland.[12]
- Okänt datum – Allan Simonsen, Danmark, utses till Årets spelare i Europa.
- Okänt datum – Zico, Brasilien, utses till Årets spelare i Sydamerika.
- Okänt datum – Tarak Dhiab, Tunisien, utses till Årets spelare i Afrika.

#### Ligasegrare / resp. lands mästare
- Belgien - Club Brugge
- England - Liverpool FC
- Frankrike - FC Nantes Atlantique
- Italien - Juventus FC
- Nederländerna – AFC Ajax
- Skottland - Celtic FC
- Spanien - Atletico Madrid
- Sverige - Malmö FF
- Västtyskland - Borussia Mönchengladbach

### Friidrott
- 11-12 juni - Svenska stafettmästerskapen avgörs i Göteborg och domineras av MAI.[1]
- 5 juli - Dick Quax, Nya Zeeland klockas på nya världsrekordtiden 13.12.9 på 5 000 meter löpning för herrar vid DN-galan.[1]
- 13-14 augusti - Östtyskland vinner både herr- och damklassen vid Europacupen i Helsingfors.[1]
- 27-28 augusti - Finnkampen avgörs på Stockholms stadion. Finland vinner herrkampen med 221-1888, och damkampen med 86-69. Finland vinner även båda ungdomskamperna.[1]
- 31 december - Domingo Tibaduiza, Colombia vinner herrklassen och Loa Olafsson, Danmark vinner damklassen vid Sylvesterloppet i São Paulo.[13]
- Jerome Drayton, Kanada vinner herrklassen vid Boston Marathon.[14] medan Michiko Gorman, USA vinner damklassen.[15]

### Golf

#### Herrar
- The Masters vinns av Tom Watson, USA
- US Open vinns av Hubert Green, USA
- British Open vinns av Tom Watson, USA
- PGA Championship vinns av Lanny Wadkins, USA
- Mest vunna vinstpengar på PGA-touren: Tom Watson, USA med 310 653$
- Ryder Cup: USA – Storbritannien & Eire 12½ - 7½

#### Damer
- US Womens Open – Hollis Stacy, USA
- LPGA Championship – Chako Higuchi, Japan
- Mest vunna vinstpengar på LPGA-touren: Judy Rankin, USA med 122 890$

### Gymnastik
- 13-14 maj - Europamästerskapen avgörs i Prag.[1]

### Handboll
- 1 april - SoIK Hellas blir svenska herrmästare.[1]

### Hastighetsåkning på skridskor
- 21-22 januari - Jan Egil Storholt, Norge blir herr-Europamästare i Larvik före Kay Arne Stenshjemmet, Norge och Sten Stensen, Norge.[1]
- 12-13 februari - 18-årige Eric Heiden, USA blir herrvärldsmästare i Heerenveen före Jan Egil Storholt, Norge och Sten Stensen, Norge.[1]

### Hästsport

#### Galopp
- 2 april - Grand National avgörs.[1]

#### Trav
- 5 juni - Franska hästen Eléazar vinner Elitloppet, med Léopold Verroken i sulkyn.[1]

### Ishockey
- 2 januari - Sovjet vinner juniorvärldsmästerskapet i Banská Bystrica och Zvolen före Kanada och Tjeckoslovakien.[16]
- 27 mars - Svenska mästerskapet vinns av Brynäs IF som besegrar Färjestads BK i två raka matcher i slutspelet.[17]
- 2 maj - Nya Zeeland inträder i IIHF.[18]
- 8 maj - Tjeckoslovakien blir världsmästare i Wien före Sverige och Sovjet.[19]
- 14 maj - Stanley Cup vinns av Montreal Canadiens som besegrar Boston Bruins med 4 matcher mot 0 i slutspelet.[20]
- 9 december - CSKA Moskva, Sovjet vinner Europacupen 1975/1976 genom att vinna finalserien mot TJ Poldi SONP Kladno, Tjeckoslovakien.[21]
- 21 december - Tjeckoslovakien vinner Izvestijaturneringen i Moskva före Sovjet och Sverige.[22]

### Konståkning

#### VM
- Herrar – Vladimir Kovaljev, Sovjetunionen
- Damer – Linda Fratianne, USA
- Paråkning – Irina Rodnina & Aleksandr Zaitsev, Sovjetunionen
- Isdans - Irina Moisejeva & Andrej Minenkov, Sovjetunionen

#### EM
- Herrar – Jan Hoffmann, DDR
- Damer – Anett Pötzsch, DDR
- Paråkning – Irina Rodnina & Aleksandr Zaitsev, Sovjetunionen
- Isdans - Irina Moisejeva & Andrej Minenkov, Sovjetunionen

### Motorsport

#### Formel 1
- 2 oktober - Niki Lauda, Österrike blir världsmästare genom att placera sig fyra i USA:s Grand Prix.[1]

#### Rally
- Björn Waldegård och Hans Thorszelius från Sverige vinner Safarirallyt
- Björn Waldegård och Hans Thorszelius från Sverige vinner RAC-rallyt.

#### Speedway
- 2 september - Ivan Mauger, Nya Zeeland blir världsmästare på Nya Ullevi i Göteborg.[1]

#### Sportvagnsracing
- Den italienska biltillverkaren Alfa Romeo vinner sportvagns-VM.
- Jacky Ickx, Hurley Haywood och Jürgen Barth vinner Le Mans 24-timmars med en Porsche 936.

### Segling
- 18 september - Courageous, USA vinner America's Cup utanför Newport efter finalvinst med 4-0 mot Australia, Australien.[1]

### Simning
- 23 juli - Svenska långbanemästerskapen i Örebro avslutas. 12 svenska rekord har noterats under tävlingarna.[1]
- 14-21 augusti - Europamästerskapen avgörs i Jönköping.[1]

#### EM
- Vid EM i simning uppnådde svenska simmare följande resultat:
  - 200 m ryggsim, herrar – 3. Jan Thorell
  - 100 m fjäril, herrar – 2. Pär Arvidsson
  - 200 m fjäril, herrar – 2. Pär Arvidsson
  - 200 m bröstsim, damer – 3. Eva Marie Håkansson

### Skidor, alpint

#### Herrar
- 25 mars - Ingemar Stenmark, Sverige säkrar slutsegern i herrvärldscupen vid tävlingar i spanska Sierra Nevada.[1]

##### Världscupen
- Totalsegrare: Ingemar Stenmark, Sverige
- Slalom: Ingemar Stenmark, Sverige
- Storslalom: Ingemar Stenmark, Sverige & Heini Hemmi, Schweiz
- Störtlopp: Franz Klammer, Österrike

##### SM
- - Slalom vinns av Ingemar Stenmark, Tärna IK Fjällvinden. Lagtävlingen vinns av Östersund-Frösö SLK.
  - Storslalom vinns av Ingemar Stenmark, Tärna IK Fjällvinden. Lagtävlingen vinns av Tärna IK Fjällvinden.
  - Störtlopp vinns av Bobbo Nordenskiöld, Östersund-Frösö SLK. Lagtävlingen vinns av Östersund-Frösö SLK.

#### Damer

##### Världscupen
- Totalsegrare: Lise-Marie Morerod, Schweiz
- Slalom: Lise-Marie Morerod, Schweiz
- Storslalom: Lise-Marie Morerod, Schweiz
- Störtlopp: Brigitte Totschnig, Österrike

##### SM
- - Slalom vinns av Pia Gustafsson, Gällivare SK. Lagtävlingen vinns av Tärna IK Fjällvinden.
  - Storslalom vinns av Jill Wahlqvist, Karlstads SLK. Lagtävlingen vinns av Tärna IK Fjällvinden.
  - Störtlopp vinns av Britta Östman, IFK Lidingö.

### Skidor, nordiska grenar
- Februari - Svenska mästerskapen i längdskidåkning avgörs i Sundsvall.[1]
- 4-5 mars - Svenska skidspelen avgörs i Falun.[1]
- 10-13 mars - Holmenkollen skifestival avgörs i Oslo.[1]

#### Herrar

##### Världscupen
- 1 Thomas Wassberg, Sverige
- 2 Juha Mieto, Finland
- 3 Thomas Magnusson, Sverige

##### Övrigt
- 6 mars - Ivan Garanin,  Sovjet vinner Vasaloppet.[23]

##### SM
- - 15 km vinns av Erik Wäppling, Skellefteå SK. Lagtävlingen vinns av Skellefteå SK.
  - 30 km vinns av Sven-Åke Lundbäck, Bergnäsets AIK. Lagtävlingen vinns av Skellefteå SK.
  - 50 km vinns av Sven-Åke Lundbäck, Bergnäsets AIK. Lagtävlingen vinns av Skellefteå SK.
  - Stafett 3 x 10 km vinns av Skellefteå SK med laget  Tommy Lundberg, Jarl Svensson och Erik Wäppling .

#### Damer

##### SM
- - 5 km vinns av Eva Olsson, Delsbo IF. Lagtävlingen vinns av Delsbo IF.
  - 10 km vinns av Lena Carlzon, Malmbergets AIF. Lagtävlingen vinns av Delsbo IF.
  - 20 km vinns av Eva Olsson, Delsbo IF. Lagtävlingen vinns av Delsbo IF.
  - Stafett 3 x 5 km vinns av Delsbo IF med laget  Margareta Hermansson, Eva Olsson och Gudrun Fröjdh .

### Skidorientering
- 25-27 mars - Världsmästerskapen avgörs i Velingrad.[24]

### Skidskytte

#### VM

##### Herrar
- Sprint 10 km
  - 1 Aleksandr Tichonov, Sovjetunionen
  - 2 Nikolai Kruglov, Sovjetunionen
  - 3 Aleksandr Usjakov, Sovjetunionen
- Distans 20 km
  - 1 Heikki Ikola, Finland
  - 2 Sigleif Johansen, Norge
  - 3 Aleksandr Tichonov, Sovjetunionen
- Stafett 4 x 7,5 km
  - 1 Sovjetunionen (Aleksandr Tichonov, Aleksandr Jelisarov, Aleksandr Usjakov & Nikolai Kruglov)
  - 2 Finland (Erkki Antila, Raimo Seppänen, Simon Halonen & Heikki Ikola)
  - 3 DDR (Manfred Beer, Klaus Siebert. Frank Ullrich & Manfred Geyer)

### Tennis

#### Herrar
- Tennisens Grand Slam:
  - 5 juni - Guillermo Vilas, Argentina vinner Franska öppna genom att finalslå Brian Gottfried, USA med 3-0 i set.[1]
  - 2 juli - Björn Borg, Sverige vinner Wimbledonfinalen mot Jimmy Connors, USA med 3-1 i set.
  - US Open - Guillermo Vilas, Argentina
  - Australiska öppna
    - Januari - Roscoe Tanner, USA vinner januariturneringen.
    - December -  Vitas Gerulaitis, USA vinner decemberturneringen (på grund av ändring av placeringen i tid under året spelades två turneringar detta år)
- 12 november - Sandy Mayer, USA besegrar Raymond Moore, Sydafrika med 2-0 i set i Stockholm Open-finalen.[1]
- 4 december - Davis Cup: Australien finalbesegrar Italien med 3-1 i Rancho Mirage.[25]

#### Damer
- Tennisens Grand Slam:
  - Franska öppna - Mima Jaušovec, Slovenien
  - Wimbledon - Virginia Wade, England
  - US Open - Chris Evert, USA
  - Australiska öppna
    - Januari - Kerry Reid, Australien
    - December - Evonne Goolagong, Australien (på grund av ändring av placeringen i tid under året spelades två turneringar detta år)
- 18 juni - USA vinner Federation Cup genom att finalbesegra Australien med 2-1 i Eastbourne.[26]

### Volleyboll
- 2 oktober - I Finland avgörs Europamästerskapen i volleyboll för både herrar och damer. Sovjet vinner herrarnas final i Helsingfors mot Polen med 3-1.[27], Sovjet vinner även damernas final i Tammerfors, där man slår tillbaka Östtyskland med 3-0.[28]

## Evenemang
- VM i brottning anordnas i Göteborg, Sverige
- VM på cykel anordnas i San Cristóbal, Venezuela
- VM i ishockey anordnas i Wien, Österrike
- VM i konståkning anordnas i Tokyo, Japan
- VM i skidskytte anordnas i Lillehammer, Norge
- EM i konståkning anordnas i Helsingfors, Finland

## Födda
- 11 januari – Anni Friesinger, tysk skridskolöpare.
- 14 januari - Narain Karthikeyan, indisk racerförare.
- 19 januari - Jenny Johansson, svensk orienterare.
- 21 januari – Phil Neville, brittisk fotbollsspelare.
- 22 januari - Hidetoshi Nakata, japansk fotbollsspelare.
- 28 januari - Takuma Sato, japansk racerförare.
- 2 februari - Martin Boquist, svensk handbollsspelare.
- 3 februari
  - Petr Sykora, tjeckisk ishockeyspelare.
  - Marek Zidlicky, tjeckisk ishockeyspelare.
- 23 februari – Kristina Šmigun, estnisk längdåkare.
- 1 mars – Rens Blom, nederländsk friidrottare.
- 4 mars – Ana Guevara, mexikansk friidrottare.
- 9 mars – Vincent Defrasne, fransk skidskytt.
- 16 mars – Thomas Rupprath, tysk simmare
- 18 mars - Zdeno Chara, slovakisk ishockeyspelare.
- 28 mars - Peter Ijeh, nigeriansk fotbollsspelare, verksam i Sverige.
- 29 mars - Bevan Docherty, nyzeeländsk triathlonist
- 2 april - Per Elofsson, svensk längdåkare.
- 5 april - Martin Plüss, schweizisk ishockeyspelare.
- 8 april - Therese Sjögran, svensk fotbollsspelare.
- 12 april – Tobias Angerer, tysk längdåkare.
- 16 april – Fredrik Ljungberg, svensk fotbollsspelare.
- 23 april - Anna Sjöström, svensk fotbollsspelare.
- 25 april – Sylviane Berthod, schweizisk alpin skidåkare.
- 2 maj - Kalle Palander, finländsk alpin skidåkare.
- 9 maj - Markus Oscarsson, svensk kanotist.
- 10 maj - Nick Heidfeld, tysk racerförare.
- 11 maj – Janne Ahonen, finländsk backhoppare.
- 12 maj - Jeffrey Aubynn, svensk fotbollsspelare.
- 16 maj
  - Ronny Ackermann, tysk utövare av nordisk kombination.
  - Jean-Sebastien Giguere, kanadensisk ishockeyspelare, målvakt.
- 17 maj - Anders Södergren, svensk längdåkare.
- 18 maj - Victoria Svensson, svensk fotbollsspelare.
- 24 maj - Jenny Engwall, svensk fotbollsspelare.
- 3 juni - Patrik Kristiansson, svensk friidrottare, stavhopp.
- 13 juni – Rainer Schönfelder, österrikisk alpin skidåkare.
- 27 juni - Raúl González Blanco, spansk fotbollsspelare.
- 1 juli - Jarome Iginla, kanadensisk ishockeyspelare.
- 28 juli – Mark Boswell, jamaicansk-kanadensisk friidrottare.
- 12 augusti
  - Jesper Grønkjær, dansk fotbollsspelare.
  - Iva Majoli, kroatisk tennisspelare.
- 13 augusti – Michael Klim, australisk simmare.
- 17 augusti - Thierry Henry, fransk fotbollsspelare.
- 18 augusti – Lukaš Bauer, tjeckisk längdåkare.
- 26 augusti - Therese Alshammar, svensk simmare.
- 27 augusti - Deco, portugisisk fotbollsspelare.
- 28 augusti - Daniel Andersson, svensk fotbollsspelare.
- 29 augusti - Carl Pettersson, svensk golfspelare.
- 30 augusti – Félix Sánchez, dominikansk friidrottare.
- 3 september - Olof Mellberg, svensk fotbollsspelare.
- 28 september – Se Ri Pak, sydkoreansk golfspelare.
- 1 oktober – Dwight Phillips, amerikansk friidrottare.
- 11 oktober – Jelena Beresjnaja, rysk konståkare.
- 12 oktober - Bode Miller, amerikansk alpin skidåkare.
- 15 oktober - David Trézéguet, fransk fotbollsspelare.
- 25 oktober – Birgit Prinz, tysk fotbollsspelare.
- 16 november – Oksana Baijul, ukrainsk konståkare.
- 22 november - Caroline Jönsson, svensk fotbollsspelare, målvakt.
- 26 november - Hanna Marklund, svensk fotbollsspelare.
- 3 december – Adam Małysz, polsk backhoppare.
- 7 december – Luke Donald, brittisk golfspelare.
- 10 december
  - Frida Östberg, svensk fotbollsspelare.
  - Andrea Henkel, tysk skidskytt.
- 17 december - Samuel Påhlsson, svensk ishockeyspelare.
- 27 december - Jonathan Hedström, svensk ishockeyspelare.
- 30 december – Glory Alozie, nigeriansk-spansk friidrottare.

## Avlidna
- 15 januari - Hans Alsér, svensk bordtennisspelare.
- 18 mars - Carlos Pace, brasiliansk racerförare
- 10 juni - Torsten Tegnér, svensk idrottsredaktör.[1]

### Fotnoter
1. 1 2 3 4 5 6 7 8 9 10 11 12 13 14 15 16 17 18 19 20 21 22 23 24 25 26 27 28 29 30 31 32 33 34 35   Horisont 1977. Bertmarks
2. ↑  ”World Championships 1976/77” (på engelska). Bandysidan. http://www.bandysidan.nu/event.php?EVID=79. Läst 20 augusti 2011.
3. ↑  Erik Jonsson (6 mars 1977). ”1973–1979”. Svenska Bandyförbundet. https://www.svenskbandy.se/BANDYFINALEN/HISTORIK/Svenskamastare/Damer/1973-1979/. Läst 18 mars 2020.
4. ↑  Erik Jonsson (20 mars 1977). ”1970–1979”. Svenska Bandyförbundet. https://www.svenskbandy.se/BANDYFINALEN/HISTORIK/Svenskamastare/Herrar/1970-1979/. Läst 18 mars 2020.
5. ↑  Jimmy Andersson. ”Slutspelet 1976/77”. Jimbobandy. Arkiverad från originalet den 25 maj 2012. https://archive.is/20120525061803/http://www.jimbobandy.nu/70-tal/77_slut.html. Läst 20 augusti 2011.
6. ↑  ”1977 World Series” (på engelska). Baseball-Reference.com. http://www.baseball-reference.com/postseason/1977_WS.shtml. Läst 10 juli 2015.
7. ↑  ”Basketball Reference”. http://www.basketball-reference.com/leagues/NBA_1977_games.html. Läst 25 augusti 2011.
8. ↑  ”Sport Statistics”. http://todor66.com/basketball/Europe/Men_1977.html. Läst 24 augusti 2011.
9. 1 2 3  ”RSSSF” (på engelska). European Competitions 1976-77. http://www.rsssf.com/ec/ec197677.html. Läst 16 augusti 2011.
10. ↑  Jimmy Lindahl (20 mars 2005). ”Svenska cupen – finalmatcher”. Bolletinen. http://www.bolletinen.se/sfs/pdf/stat_h_allsvens_1941_2005_stat_herr_cupen_finalmatcher.pdf. Läst 21 augusti 2012.
11. ↑  ”England FA Challenge Cup 1976-1977” (på engelska). RSSSF. http://www.rsssf.com/tablese/engcup1977.html. Läst 19 augusti 2012.
12. ↑  ”Nordic Championships (Women) 1977” (på engelska). RSSSF. http://www.rsssf.com/tablesw/wnord7482.html#77. Läst 20 augusti 2012.
13. ↑  ”1970” (på portugisiska). Sylvesterloppet. Arkiverad från originalet den 1 mars 2014. https://web.archive.org/web/20140301024448/http://www.saosilvestre.com.br/1970. Läst 19 augusti 2012.
14. ↑  ”Boston Marathon”. Arkiverad från originalet den 27 april 2015. https://web.archive.org/web/20150427035419/http://www.baa.org/races/boston-marathon/boston-marathon-history/past-champions/past-mens-open-champions.aspx. Läst 9 april 2011.
15. ↑  ”Boston Marathon”. Arkiverad från originalet den 7 mars 2012. https://web.archive.org/web/20120307073943/http://www.baa.org/races/boston-marathon/boston-marathon-history/past-champions/past-womens-open-champions.aspx. Läst 9 april 2011.
16. ↑  ”Championnat du monde 1977 des moins de 20 ans” (på franska). Hockey Archives. 2 januari 1977. https://www.hockeyarchives.info/U-20_1977.htm. Läst 9 september 2012.
17. ↑  ”Championnat de Suède 1976/77” (på franska). Hockey Archives. 27 mars 1977. Arkiverad från originalet den 3 november 2015. https://web.archive.org/web/20151103233145/http://www.hockeyarchives.info/Suede1977.htm. Läst 15 augusti 2011.
18. ↑  ”New Zealand” (på engelska). International Ice Hockey Federation. 2 maj 1977. https://www.iihf.com/en/associations/1354/new-zealand. Läst 21 augusti 2011.
19. ↑  ”Championnats du monde 1977” (på franska). Hockey Archives. 8 maj 1977. https://www.hockeyarchives.info/mondial1977.htm. Läst 15 augusti 2011.
20. ↑  ”NHL 1976/77” (på franska). Hockey Archives. https://www.hockeyarchives.info/NHL1977.htm. Läst 23 mars 2020.
21. ↑  ”Coupe d'Europe 1975/76” (på franska). Hockey Archives. 9 december 1977. https://www.hockeyarchives.info/Europe1976.htm. Läst 9 september 2012.
22. ↑  ”Matches internationaux 1977/78” (på franska). Hockey Archives. 21 december 1977. https://www.hockeyarchives.info/inter1978.htm. Läst 20 augusti 2012.
23. ↑  ”Historiska segrare”. Vasaloppet. Arkiverad från originalet den 22 mars 2020. https://web.archive.org/web/20200322121012/https://www.vasaloppet.se/wp-content/uploads/sites/1/2019/09/historiska_segrare_vasaloppet_sve_2019-09-18.pdf. Läst 5 september 2011.
24. ↑  ”World Ski Orienteering Championships 1977” (på engelska). http://orienteering.org/events/?event_id=115. Läst 9 september 2012.
25. ↑  ”Davis Cup”. http://www.daviscup.com/en/results/tie/details.aspx?tieId=10000636. Läst 20 augusti 2011.
26. ↑  ”Fed Cup”. Arkiverad från originalet den 8 maj 2012. https://web.archive.org/web/20120508164619/http://www.fedcup.com/en/results/tie/details.aspx?tieId=20004967. Läst 21 augusti 2011.
27. ↑  ”Sport Statistics”. Arkiverad från originalet den 28 mars 2012. https://web.archive.org/web/20120328211657/http://todor66.com/volleyball/Europe/Men_1977.html. Läst 24 augusti 2011.
28. ↑  ”Sport Statistics”. Arkiverad från originalet den 28 februari 2011. https://web.archive.org/web/20110228054559/http://todor66.com/volleyball/Europe/Women_1977.html. Läst 24 augusti 2011.